# Дильдарян, Иван Сумбатович
Ива́н Сумба́тович Дильдаря́н (также Дилдаря́н; 24 ноября [7 декабря] 1908, Баку — 18 декабря 1995, Москва) — советский оператор игрового и документального кино, фронтовой кинооператор в годы Великой Отечественной войны. Заслуженный деятель искусств Армянской ССР (1955), лауреат Государственной премии Армянской ССР (1967).

## Биография
Родился 24 ноября (07 декабря) 1908 года в Баку, Бакинская губерния, Российская империя.
В 1929 году окончил операторский факультет Ленинградский фотокинотехникум. С декабря 1929 года — оператор киностудии «Арменкино» (Ереванская киностудия — с 1938 года).
Во время Великой Отечественной войны служил во фронтовых киногруппах. Летом 1941 года снимал ввод советских войск в Иран. В сложных, тяжелых условиях вёл боевые съемки на Крымском фронте, в районе Керчи при проведении киносъёмки был ранен, при эвакуации проявил энергию и инициативу и вывез дорогостоящую киноаппаратуру.
С марта 1942 по 1978 год — оператор Ереванской киностудии («Арменфильм» — с 1957 года). Автор сюжетов для кинопериодики «Новости дня», «Пионерия», «Социалистическая деревня», «Союзкиножурнал».
Член ВКП(б) с 1940 года, член Союза кинематографистов СССР (СК Армянской ССР) с 1958 года.
Скончался 18 декабря 1995 года в Москве.

## Фильмография
Игровые фильмы
- 1937 — Шесть залпов / Побег (совместно с Г. Арамяном)
- 1938 — Зангезур (совместно с Г. Гарошем)
- 1940 — Люди нашего колхоза (совместно с Г. Арамяном)
- 1947 — Анаит
- 1949 — Девушка Араратской долины (совместно с Г. Гарошем)
- 1954 — Тайна горного озера (совместно с Д. Фельдманом)
- 1955 — Призраки покидают вершины
- 1956 — Пленники Барсова ущелья
- 1956 — Тропою грома
- 1957 — Лично известен
- 1959 — Её фантазия / Трезвое вино
- 1960 — Парни музкоманды
- 1961 — Дорога
- 1963 — Четверо в одной шкуре
- 1966 — Охотник из Лалвара (совместно с Ж. Вартаняном)
- 1970 — Выстрел на границе (совместно с А. Миракяном)
- 1973 — Последний подвиг Камо (совместно с А. Явуряном)
- 1974 — Человек из «Олимпа»
- 1976 — И тогда ты вернёшься (совместно с Ю. Бабаханяном)
- 1978 — Звёздное лето (совместно с М. Шахбазяном)

Документальные фильмы
- 1929 — Осенний сев / Посев озимых
- 1931 — Вторая большевистская весна
- 1931 — Культура хлопка / Культура хлопчатника (совместно с И. Лизогубом)
- 1931 — Полиграфтрест
- 1931 — Речь т. Сталина
- 1931 — Слёт колхозников
- 1932 — Вторая партия / Эмиграция / Возвращение
- 1933 — Политехническая школа
- 1934 — Многомиллионный комсомол
- 1935 — Лагерь
- 1935 — Манёвры
- 1935 — Похороны Ал. Ширванадзе
- 1936 — Иммигранты / Привет тебе, Родина (в соавторстве)
- 1936 — Похороны Ованеса Абеляна (совместно с И. Лизогубом)
- 1936 — Пятнадцатилетие (в соавторстве)
- 1937 — Цветущая Армения (в соавторстве)
- 1938 — Первый парламент Советской Армении (в соавторстве)
- 1941 — Вступление Советской Армии в Иран (в соавторстве)
- 1941 — Армянский киноконцерт (в соавторстве)
- 1942 — Всё для фронта (в соавторстве)
- 1942 — По Ирану (в соавторстве)
- 1945 — Аветик Исаакян (в соавторстве)
- 1945 — Собор Армянской церкви в Эчмиадзине (в соавторстве)
- 1945 — Эчмиадзин (в соавторстве)
- 1946 — Второй армянский киноконцерт (в соавторстве)
- 1946 — Страна родная (в соавторстве)
- 1947 — Стройматериалы Армении (в соавторстве)
- 1948 — За медь, молибден и алюминий (в соавторстве)
- 1950 — Советская Армения (в соавторстве)
- 1952 — Воды Севана (совместно с С. Геворкяном)
- 1953 — Великое прощание (в соавторстве)
- 1955 — Выборы Каталикоса Вазгена I (в соавторстве)
- 1956 — Аветик Исаакян (в соавторстве)
- 1960 — Поэма об Армении (в соавторстве)
- 1969 — Ереван — 2750 (совместно с Ж. Вартаняном)

## Награды и звания
- заслуженный деятель искусств Армянской ССР (1955)[5];
- Государственная премия Армянской ССР (1967) за кинодилогию «Лично известен», «Чрезвычайное поручение»[4];
- орден Отечественной войны II степени (1987)[7];
- медали СССР[4].